# Alfresco
Alfresco est un système de gestion de contenu (en anglais : ECM, pour Enterprise Content Management) créé par Alfresco Software en 2005 et distribué sous licence libre. Il se distingue des autres systèmes par sa forme. En effet, il peut se comporter sur un ordinateur comme un disque virtuel (se montant et se démontant), ce qui permet à l'utilisateur de partager des fichiers simplement en les déplaçant sur le disque dédié.
Alfresco est à la base le résultat des travaux d'une équipe qui provient massivement de Documentum, leader historique du marché, mais aussi d'Interwoven pour la partie gestion de contenu web. Un cofondateur d'Alfresco est aussi cofondateur de Documentum.
La mission que se donne Alfresco est : « ouvrir le monde de la Gestion de Contenu afin d’augmenter les innovations grâce à la participation de la communauté et au libre accès au code source, et viser à fournir une application complète à moindre coût, et avec plus d'agilité ».
Il compte 7 millions d'utilisateurs avec 4 milliards de documents gérés et plus de 2 500 entreprises réparties dans 180 pays.
Alfresco Software a été achetée par la société Hyland Software en octobre 2020.

## Modèle économique
La société éponyme s'aligne sur le modèle maintenant classique de Red Hat, Canonical ou SuSE : elle vend de l’assistance technique sous forme de souscription pour les clients souhaitant une assistance autre que communautaire, en particulier avec des engagements sur les délais de réponse.

## Les différentes versions

### Version «Community»
La version dite « Community » est sous licence LGPL, donc librement téléchargeable, modifiable, redistribuable et utilisable, dans les limites des règles établies par cette licence.

### Version «Entreprise»
La version « Entreprise » se démarque principalement de la version « Community » par l'offre de support technique associée ainsi qu'un cycle de développement plus suivi ; y sont intégrées notamment les nouveautés dûment testées et validées par Alfresco Software ainsi que les corrections de bugs ce qui, avec le temps, la fait différer de la version communautaire.
De plus, cette version est fournie avec certaines fonctionnalités, notamment d'aide à l'administration, exclusives et livrées sous licence non-libre.
Alfresco revendique une communauté de plus de 120 000 personnes dans le monde, pour plus de 60 000 serveurs en utilisation et plus de 1 500 clients souscripteurs[source insuffisante]. 

### Version «Cloud»
La version « Cloud » permet de partager du contenu et de collaborer avec vos collègues tout en conservant le contrôle centralisé à un seul endroit. Vous pouvez y accéder via votre mobile et gratuitement n'importe où grâce à cette version .
Alfresco in the cloud est hébergée par l'infrastructure des services Web Amazon (AWS) aux États-Unis.

## Interfaces utilisateur
- Web
- CIFS
- IMAP
- FTP
- NFS
- WebDAV
- CMIS
- QuickR

## Autres logiciels libres par le même éditeur
Alfresco propose aussi le logiciel JLAN, qui est une implémentation serveur des protocoles CIFS, FTP et NFS. JLAN permet la mise à disposition d'interfaces type systèmes de fichiers vers toute source de données (base de données, logiciel métier…).
JLAN est aussi disponible sous licence GPL.